# Analía Palacios
Analía Rosaura Palacios (Buenos Aires, 3 agosto 1980) è un'ex cestista argentina.

## Carriera
Con l'Argentina ha disputato due edizioni dei Campionati americani (2001, 2005).